# Joachim-Friedrich von Owstien
Joachim-Friedrich von Owstien (* 5. Dezember 1881 in  Fürstenwalde, Kreis Lebus; † 29. September 1970 in Quedlinburg) war ein deutscher Jurist. Er war Vorsitzender des Erbgesundheitsobergerichts Berlin, Zellenleiter der NSDAP, Leiter der adelsrechtlichen Abteilung der Deutschen Adelsgenossenschaft (DAG) und bis 1945 Senatspräsident des Kammergerichts Berlin.

## Leben
Er stammte aus dem pommerschen Adelsgeschlecht Owstien und war der Sohn des späteren preußischen Oberstleutnants Georg von Owstien (1849–1914) und dessen Ehefrau Vally von Leipziger (1855–1922).
Im Gegensatz zu vielen seiner Vorfahren schlug Joachim-Friedrich keine Militärlaufbahn ein, sondern studierte Rechtswissenschaften. 1908 erhielt er seine erste Stelle als Gerichtsassessor. Von 1914 bis 1920 arbeitete er als Regierungsassessor im Preußischen Heroldsamt und war an der Auflösung des Amtes beteiligt. Im gleichen Jahr wurde er zum Landgerichtsrat am Landgericht II in Berlin ernannt. 1924 erfolgte seine Beförderung zum Kammergerichtsrat. 
Zum 1. Mai 1933 trat Owstien der NSDAP bei (Mitgliedsnummer 2.280.229). Mit der Einführung des Gesetzes zur Verhütung erbkranken Nachwuchses vom 14. Juli 1933 wurde auch die Einrichtung eines  Erbgesundheitsobergerichts in der Reichshauptstadt Berlin geregelt, dessen Vorsitzender Joachim-Friedrich von Owstien wurde. Er war in dieser Funktion an der Durchsetzung der nationalsozialistischen Rassenhygiene beteiligt, die den Menschen zum bloßen Objekt staatlicher Verfügungsgewalt herabwürdigte. Zuletzt wirkte Joachim-Friedrich von Owstien als Senatspräsident des Berliner Kammergerichts. Im Herbst 1938 trat Owstien aus dem Johanniterorden aus, dem er in der Brandenburgischen Genossenschaft organisiert seit 1917 als Ehrenritter angehörte.
Nach 1945 führte er den Titel Senatspräsident am Kammergericht a. D. Als solcher ist er 1957 nachweisbar. Wie weitere namhafte Genealogen, so u. a. Freiherr von Houwaldt, lebte er bis zuletzt unbehelligt in der DDR.
Joachim-Friedrich von Owstien war dreimal verheiratet, bis 1917 mit Elfe von Waldlenburg (1880–1917), dann mit Marita von Lieberman (1891–1945) und zuletzt seit 1948 mit Ilse Ernst aus Quedlinburg, dem letzten Wohnsitz. Aus erster Ehe stammen eine Tochter und ein Sohn, aus zweiter Ehe zwei Töchter.

## Werke (Auswahl)
- Ist der Adel abgeschafft? in: Deutsches Adelsblatt Nr. 33 vom 21. November, S. 679.
- Nichtigkeit von Namensübertragungen durch Adoption, in: Deutsches Adelsblatt Nr. 19 vom 1. Juli 1927, S. 426.
- Aberkennung und Suspension des Adels (= Adelsrechtliche Fragen, 10), in: Deutsches Adelsblatt Nr. 49 vom 3. Dezember 1932, S. 692.